# Otília
Az Otília germán eredetű női név, jelentése birtok, vagyon.

## Rokon nevek
- Odett:[1] az Od-, Ot- kezdetű germán nevek (pl. Otília) francia kicsinyítőképzős származéka.[3]
- Odil:[1] az Odett névvel azonos tőből képzett germán eredetű francia név.[3]
- Odília:[1] a germán Oda név Odila becézőjének latinosított változata, az Otília alakváltozata.[3]
- Ottilia:[1]  az Otília alakváltozata.

## Gyakorisága
Az 1990-es években az Otília és az Odett igen ritka, az Odil és az Odília szórványos név, a 2000-es években nem szerepelnek a 100 leggyakoribb női név között.

## Névnapok
Otília
- december 13.[2]

Odett, Odil
- április 20.[3]
- október 23.[3]

Odília
- április 20.[3]
- október 23.[3]
- december 13.[3]

## Híres Otíliák, Odettek, Odilok és Odíliák
- Grassalkovich Ottília, Grassalkovich Antal gróf harmadik leánya
- Solt Ottilia szociológus, a SZETA vezetője.
- Koncz Aurélné Karácson Ottília, a debreceni református (Dóczi) leánygimnázium első igazgatója.
- Polgár Odett, énekesnő
- Jakab Otília, festőművész
- Borbáth Ottilia, szinésznő
- Csengeri Ottilia, magyar musicalénekes, színésznő